# Natação no Campeonato Mundial de Esportes Aquáticos de 2019 - 100 m livre feminino
A prova dos 100 metros livre feminino da natação no Campeonato Mundial de Esportes Aquáticos de 2019 ocorreu nos dias 25 de julho e 26 de julho, em Gwangju, na Coreia do Sul. 

## Recordes
Antes desta competição, os recordes mundiais e do campeonato nesta prova eram os seguintes:
| Tipo                  | Atleta         | Tempo | Local     | Data                |
| --------------------- | -------------- | ----- | --------- | ------------------- |
|                       | Sarah Sjöström | 51,71 | Budapeste | 23 de julho de 2017 |
| Recorde do campeonato | Sarah Sjöström | 51,71 | Budapeste | 23 de julho de 2017 |

## Medalhistas
| Ouro                | Prata               | Bronze               |
| Simone Manuel (USA) | Cate Campbell (AUS) | Sarah Sjöström (SWE) |

## Cronograma
Todos os horários são locais (UTC+9). 
| Data        | Hora  | Evento        |
| ----------- | ----- | ------------- |
| 25 de julho | 10:00 | Eliminatórias |
| 25 de julho | 20:11 | Semifinal     |
| 26 de julho | 20:02 | Final         |

## Resultados

### Eliminatórias
Esses foram os resultados das eliminatórias. Foram realizadas no dia 25 de julho com início às 10:00. 
| Pos. | Bateria | Raia | Nadadora                 | Nacionalidade                   | Tempo   | Notas            |
| ---- | ------- | ---- | ------------------------ | ------------------------------- | ------- | ---------------- |
| 1    | 8       | 4    | Simone Manuel            | Estados Unidos                  | 53.10   | Q                |
| 2    | 10      | 5    | Sarah Sjöström           | Suécia                          | 53.11   | Q                |
| 3    | 8       | 7    | Anna Hopkin              | Reino Unido                     | 53.21   | Q                |
| 4    | 10      | 4    | Cate Campbell            | Austrália                       | 53.36   | Q                |
| 5    | 9       | 3    | Femke Heemskerk          | Países Baixos                   | 53.56   | Q                |
| 6    | 10      | 3    | Mallory Comerford        | Estados Unidos                  | 53.57   | Q                |
| 7    | 9       | 4    | Emma McKeon              | Austrália                       | 53.58   | Q                |
| 8    | 8       | 5    | Charlotte Bonnet         | França                          | 53.67   | Q                |
| 9    | 9       | 6    | Maria Kameneva           | Rússia                          | 53.68   | Q                |
| 10   | 9       | 5    | Taylor Ruck              | Canadá                          | 53.69   | Q                |
| 11   | 10      | 2    | Freya Anderson           | Reino Unido                     | 53.77   | Q                |
| 12   | 10      | 6    | Siobhan Haughey          | Hong Kong                       | 53.81   | Q                |
| 13   | 10      | 7    | Béryl Gastaldello        | França                          | 53.95   | Q                |
| 14   | 8       | 3    | Ranomi Kromowidjojo      | Países Baixos                   | 53.99   | Q                |
| 15   | 9       | 2    | Michelle Coleman         | Suécia                          | 54.01   | Q                |
| 16   | 9       | 0    | Zhu Menghui              | China                           | 54.25   | Q                |
| 17   | 8       | 9    | Julie Meynen             | Luxemburgo                      | 54.44   | Recorde nacional |
| 18   | 7       | 4    | Maria Ugolkova           | Suíça                           | 54.54   |                  |
| 19   | 8       | 1    | Barbora Seemanová        | Chéquia                         | 54.62   |                  |
| 20   | 9       | 8    | Erin Gallagher           | África do Sul                   | 54.64   |                  |
| 21   | 7       | 5    | Andrea Murez             | Israel                          | 54.67   |                  |
| 22   | 8       | 2    | Federica Pellegrini      | Itália                          | 54.68   |                  |
| 22   | 10      | 8    | Katarzyna Wilk           | Polónia                         | 54.68   |                  |
| 24   | 8       | 8    | Veronika Andrusenko      | Rússia                          | 54.78   |                  |
| 25   | 10      | 9    | Neža Klančar             | Eslovênia                       | 54.88   |                  |
| 26   | 10      | 1    | Rika Omoto               | Japão                           | 54.89   |                  |
| 27   | 7       | 3    | Valentine Dumont         | Bélgica                         | 54.90   | Recorde nacional |
| 28   | 6       | 4    | Farida Osman             | Egito                           | 54.93   | Recorde nacional |
| 29   | 8       | 0    | Lidón Muñoz del Campo    | Espanha                         | 55.23   |                  |
| 30   | 7       | 2    | Theodora Drakou          | Grécia                          | 55.50   |                  |
| 31   | 10      | 0    | Anika Apostalon          | Chéquia                         | 55.51   |                  |
| 32   | 9       | 9    | Quah Ting Wen            | Singapura                       | 55.60   |                  |
| 33   | 9       | 7    | Signe Bro                | Dinamarca                       | 55.65   |                  |
| 34   | 7       | 7    | Selen Özbilen            | Turquia                         | 55.71   |                  |
| 35   | 7       | 6    | Jeong So-eun             | Coreia do Sul                   | 55.86   |                  |
| 36   | 6       | 5    | Remedy Rule              | Filipinas                       | 56.13   |                  |
| 37   | 7       | 8    | Ieva Maluka              | Letônia                         | 56.19   |                  |
| 38   | 7       | 0    | Aksana Dziamidava        | Bielorrússia                    | 56.33   |                  |
| 39   | 6       | 3    | Kalia Antoniou           | Chipre                          | 56.53   |                  |
| 40   | 7       | 9    | Aleksa Gold              | Estónia                         | 56.62   |                  |
| 41   | 6       | 7    | Anicka Delgado           | Equador                         | 56.67   | Recorde nacional |
| 42   | 6       | 9    | Elan Daley               | Bermudas                        | 57.00   |                  |
| 43   | 6       | 6    | Snæfríður Jórunnardóttir | Islândia                        | 57.34   |                  |
| 44   | 6       | 2    | Karen Torrez             | Bolívia                         | 57.37   |                  |
| 45   | 6       | 8    | Sirena Rowe              | Colômbia                        | 57.42   |                  |
| 46   | 6       | 1    | Allyson Ponson           | Aruba                           | 57.67   |                  |
| 47   | 5       | 4    | Matelita Buadromo        | Fiji                            | 57.93   |                  |
| 48   | 2       | 3    | Talita Baqlah            | Jordânia                        | 58.06   |                  |
| 49   | 5       | 3    | Mariel Mencia            | República Dominicana            | 58.82   |                  |
| 50   | 6       | 0    | Gabriela Santis          | Guatemala                       | 58.93   |                  |
| 51   | 5       | 2    | Maria Brunlehner         | Quênia                          | 59.08   |                  |
| 51   | 5       | 5    | Maria Schutzmeier        | Nicarágua                       | 59.08   |                  |
| 53   | 4       | 5    | Natalya Kritinina        | Uzbequistão                     | 59.19   |                  |
| 54   | 2       | 1    | Catarina Sousa           | Angola                          | 59.28   |                  |
| 55   | 5       | 6    | Mya Azzopardi            | Malta                           | 59.37   |                  |
| 56   | 5       | 7    | Lauren Hew               | Ilhas Caimã                     | 59.57   |                  |
| 57   | 4       | 8    | Nikol Merizaj            | Albânia                         | 59.60   |                  |
| 58   | 5       | 1    | Inés Remersaro           | Uruguai                         | 59.69   |                  |
| 59   | 4       | 2    | Batbayaryn Enkhkhüslen   | Mongólia                        | 59.76   |                  |
| 60   | 4       | 6    | Jeanne Boutbien          | Senegal                         | 59.79   |                  |
| 61   | 5       | 0    | Ani Poghosyan            | Armênia                         | 59.89   |                  |
| 62   | 4       | 4    | Lina Khiyara             | Marrocos                        | 59.93   |                  |
| 63   | 4       | 3    | Mariam Imnadze           | Geórgia                         | 59.97   |                  |
| 64   | 5       | 8    | Catharine Cooper         | Panamá                          | 1:00.08 |                  |
| 65   | 4       | 1    | Mikaili Charlemagne      | Santa Lúcia                     | 1:00.27 |                  |
| 66   | 4       | 9    | Zaira Forson             | Gana                            | 1:00.29 |                  |
| 67   | 5       | 9    | Paige van der Westhuizen | Zimbabwe                        | 1:00.47 |                  |
| 68   | 4       | 7    | Samantha Roberts         | Antígua e Barbuda               | 1:00.53 |                  |
| 69   | 4       | 0    | Gaurika Singh            | Nepal                           | 1:00.62 |                  |
| 70   | 3       | 4    | Anastasiia Filina        | Quirguistão                     | 1:01.07 |                  |
| 71   | 3       | 3    | Abiola Ogunbanwo         | Nigéria                         | 1:01.31 |                  |
| 72   | 3       | 5    | Anđela Antunović         | Montenegro                      | 1:01.38 |                  |
| 73   | 3       | 2    | Yusra Mardini            | Atletas independentes da FINA   | 1:01.75 |                  |
| 74   | 3       | 6    | Fjorda Shabani           | Kosovo                          | 1:02.05 |                  |
| 75   | 3       | 0    | Georgia-Leigh Vele       | Papua-Nova Guiné                | 1:02.45 |                  |
| 76   | 2       | 9    | Latroya Pina             | Cabo Verde                      | 1:03.88 |                  |
| 76   | 3       | 7    | Ssubi Katumba            | Uganda                          | 1:03.88 |                  |
| 78   | 3       | 8    | Mya de Freitas           | São Vicente e Granadinas        | 1:03.91 |                  |
| 79   | 3       | 1    | Mineri Gomez             | Guam                            | 1:05.11 |                  |
| 80   | 2       | 6    | Mishael Ayub             | Paquistão                       | 1:05.58 |                  |
| 81   | 1       | 2    | Alaa Binrajab            | Brunei                          | 1:07.08 |                  |
| 81   | 3       | 9    | Margie Winter            | Estados Federados da Micronésia | 1:07.08 |                  |
| 83   | 2       | 8    | Osisang Chilton          | Palau                           | 1:07.36 |                  |
| 84   | 2       | 2    | Charissa Panuve          | Tonga                           | 1:08.00 |                  |
| 85   | 1       | 4    | Jennifer Harding-Marlin  | São Cristóvão e Neves           | 1:08.05 |                  |
| 86   | 2       | 0    | Ekaterina Bordachyova    | Tajiquistão                     | 1:10.13 |                  |
| 87   | 1       | 5    | Jin Ju Thompson          | Marianas Setentrionais          | 1:10.31 |                  |
| 88   | 1       | 3    | Nada Arakji              | Catar                           | 1:12.91 |                  |
| 89   | 2       | 4    | Tayamika Chang'anamuno   | Malawi                          | 1:13.46 |                  |
| 90   | 1       | 7    | Lina Selo                | Etiópia                         | 1:14.88 |                  |
| 91   | 2       | 5    | Imelda Ximenes           | Timor-Leste                     | 1:18.03 |                  |
| 92   | 1       | 6    | Roukaya Mahamane         | Níger                           | 1:21.51 |                  |
| 93   | 2       | 7    | Haneen Ibrahim           | Sudão                           | 1:22.18 |                  |
| 94   | 7       | 1    | Evelyn Verrasztó         | Hungria                         | DNS     | DNS              |
| 94   | 8       | 6    | Penny Oleksiak           | Canadá                          | DNS     | DNS              |
| 94   | 9       | 1    | Yang Junxuan             | China                           | DNS     | DNS              |

### Semifinal
Esses foram os resultados das semifinais. Foram realizadas no dia 25 de julho com início às 20:11 
Semifinal 1
| Pos. | Raia | Nadadora            | Nacionalidade  | Tempo | Notas |
| ---- | ---- | ------------------- | -------------- | ----- | ----- |
| 1    | 4    | Sarah Sjöström      | Suécia         | 52.43 | Q     |
| 2    | 5    | Cate Campbell       | Austrália      | 52.71 | Q     |
| 3    | 2    | Taylor Ruck         | Canadá         | 53.04 | Q     |
| 4    | 3    | Mallory Comerford   | Estados Unidos | 53.10 | Q     |
| 5    | 1    | Ranomi Kromowidjojo | Países Baixos  | 53.43 |       |
| 6    | 7    | Siobhan Haughey     | Hong Kong      | 53.45 |       |
| 7    | 6    | Charlotte Bonnet    | França         | 53.62 |       |
| 8    | 8    | Zhu Menghui         | China          | 54.07 |       |

Semifinal 2
| Pos. | Raia | Nadadora          | Nacionalidade  | Tempo | Notas            |
| ---- | ---- | ----------------- | -------------- | ----- | ---------------- |
| 1    | 6    | Emma McKeon       | Austrália      | 52.77 | Q                |
| 2    | 3    | Femke Heemskerk   | Países Baixos  | 53.16 | Q                |
| 3    | 4    | Simone Manuel     | Estados Unidos | 53.31 | Q                |
| 3    | 7    | Freya Anderson    | Reino Unido    | 53.31 | Q                |
| 5    | 2    | Maria Kameneva    | Rússia         | 53.45 | Recorde nacional |
| 6    | 5    | Anna Hopkin       | Reino Unido    | 53.65 |                  |
| 7    | 1    | Béryl Gastaldello | França         | 54.31 |                  |
| 8    | 8    | Michelle Coleman  | Suécia         | 54.56 |                  |

### Final
A final foi realizada em 26 de julho às 20:02. 
| Pos.              | Raia | Nadadora          | Nacionalidade  | Tempo | Notas              |
| ----------------- | ---- | ----------------- | -------------- | ----- | ------------------ |
| Medalha de ouro   | 1    | Simone Manuel     | Estados Unidos | 52.04 | Recorde da América |
| Medalha de prata  | 5    | Cate Campbell     | Austrália      | 52.43 |                    |
| Medalha de bronze | 4    | Sarah Sjöström    | Suécia         | 52.46 |                    |
| 4                 | 3    | Emma McKeon       | Austrália      | 52.75 |                    |
| 5                 | 6    | Taylor Ruck       | Canadá         | 53.03 |                    |
| 6                 | 7    | Femke Heemskerk   | Países Baixos  | 53.05 |                    |
| 7                 | 2    | Mallory Comerford | Estados Unidos | 53.22 |                    |
| 8                 | 8    | Freya Anderson    | Reino Unido    | 53.44 |                    |

Legenda
| Recorde mundial       | Recorde mundial (World record)               |                       | Recorde africano                      | Recorde africano (African) |                                           | Q | Classificado por posição (Qualified) |
| Recorde do campeonato | Recorde do campeonato (Championship record)  | Recorde da América    | Recorde da América (Americas)         | q                          | Classificado por melhor tempo (Qualified) |   |                                      |
| Melhor marca do ano   | Melhor marca do ano (World leading)          | Recorde asiático      | Recorde asiático (Asian)              | DNS                        | Não largou (Did not start)                |   |                                      |
| Recorde nacional      | Recorde nacional (National record)           | Recorde europeu       | Recorde europeu (European)            | DNF                        | Não terminou (Did not finish)             |   |                                      |
| Recorde pessoal       | Recorde pessoal do atleta (Personal best)    | Recorde da Oceania    | Recorde da Oceania (Oceania)          | DSQ / DQ                   | Desclassificado (Disqualified)            |   |                                      |
| Recorde da temporada  | Recorde da temporada do atleta (Season best) | Recorde sul-americano | Recorde sul-americano (South America) | NM                         | Sem marca (No mark)                       |   |                                      |